# Eduard Bernoth
Eduard Bernoth (* 1. Juni 1892 in Hochdünen / Lewobereschnoje (Kaliningrad); † 4. Januar 1972 in West-Berlin) war Gewerkschafter und ein Berliner CDU-Politiker.

## Leben und Werk im Kaiserreich
Eduard Bernoth wurde als jüngster Sohn eines Landarbeiters in Hochdünen im ostpreußischen Kreis Niederung geboren, katholisch, verheiratet. Seine Familie war tief im ermländischen Katholischen Milieu Ostpreußens verankert. Seinen Vater verlor er mit sechs Jahren. Die Mutter verzog daraufhin mit ihren Söhnen nach Buer (heute ein Stadtteil von Gelsenkirchen). Von 1899 bis 1906 besuchte Bernoth eine katholische Privatschule.
Mit 14 Jahren trat er als Hilfsarbeiter in die Druckerei der Buerschen Zeitung ein, die der Deutschen Zentrumspartei nahestand. Der Chefredakteur August Brust, Gründer und langjähriger Vorsitzender des christlichen Bergarbeiterverbandes förderte den ungelernten Hilfsarbeiter und ermunterte ihn, eigene Artikel zu verfassen. In die Buersche Zeit fallen die ersten Kontakte zur Kolpingsfamilie; mit 18 Jahren wurde er auch formal Mitglied der „Familie“. Mit Hilfe eines Stipendiums der Industrie- und Handelskammer Bielefeld erlernte Bernoth von 1910 bis 1912 das Druckerhandwerk in Bad Driburg, anschließend besuchte er als berufliche Weiterbildung die Maschinensetzerschule Typographia in Berlin.
1910 trat Bernoth der Stenographenvereinigung des Verbandes Deutscher Buchdrucker bei, ohne Mitglied des freigewerkschaftlichen Verbandes zu werden. Da statuarisch ab 1911 nur Verbandsmitglieder den Bildungseinrichtungen angehören durften, wurde Bernoth 1912 ausgeschlossen. Der ausgelernter Geselle arbeitete seit 1913 als Maschinensetzer beim Westfälischen Volksblatt in Paderborn. Paderborn war neben Essen und Berlin die 3. „Hochburg“ des „Gutenberg-Bundes“, der sich 1906 dem „Gesamtverband der christlichen Gewerkschaften Deutschlands“ angeschlossen hatte. 1913 trat Bernoth dem Gutenberg-Bund und der Deutschen Zentrumspartei bei.
Seit 1913 arbeitete er ehrenamtlich am Gewerkschaftsblatt der christlichen Buchdrucker Der Typograph mit. Im Februar 1914 wurde er zum Schriftführer im Ortsverein Paderborn gewählt; gleichzeitig Wahl zum stellvertretenden Delegierten für das Ortskartell der christlichen Gewerkschaften Paderborns. Im Dezember 1914 sofort eingezogen, nahm er an der Arras-Schlacht und der Schlacht um Verdun teil. Als Soldat arbeitete der gelernte Schriftsetzer schriftstellerisch weiter am Typograph und am Westfälischen Volksblatt mit. Vor allem seine Kriegsgedichte erregten Aufsehen. Als Soldat beim deutschen Asien-Korps in Damaskus übte Bernoth 1918 wieder seinen Setzerberuf bei der Armeezeitung aus; das Kriegsende erlebte er im November 1918 in Konstantinopel als Unteroffizier.

## Während der Weimarer Republik
1919 zum Mitglied des Münsteraner Generalsoldatenrates (als zentrale Institution des VII. Armeekorps) gewählt. In dieser Eigenschaft besuchte Bernoth die elfte ordentliche Generalversammlung des Gutenberg-Bundes in Paderborn im Juli 1919. Auf dieser ersten Nachkriegsversammlung der christlichen Buchdruckergewerkschaft trat Joseph Treffert von seinem Amt als hauptamtlicher Redakteur zurück. Der Hauptvorstand entschied sich im August 1919 für Eduard Bernoth als neuen Schriftleiter (Amtsantritt am 1. Oktober 1919). Bernoth entschied sich damit gleichzeitig dafür, die Wahl zum Kartellsekretär der christlichen Gewerkschaften Düsseldorfs abzulehnen.
Neben seinem Redaktionssamt übernahm Bernoth zwei weitere wichtige Aufgaben im Gutenberg-Bund: Die Leitung der Lehrlingsabteilung (1920) und die Leitung der innergewerkschaftlichen Bildungsarbeit. Für die Lehrlingsabteilung redigierte er die Beilage „Jung-Typographia. Mitteilungsblatt der Lehrlingsabteilung im Gutenberg-Bund“ (1930: 1000 Mitglieder). Der Gesamtverband der christlichen Gewerkschaften Deutschlands berief Bernoth nach dem Essener Gewerkschaftstag 1921 in den neubegründeten „Jugendausschuss“. Für die berufliche Fortbildung betreute Bernoth seit 1920 die „Graphische Nachrichten“, die während der Inflationszeit eingestellt werden mussten und erst Anfang 1925 in neuem Gewand erschienen.
Ende 1919 einigten sich der „Gutenberg-Bund“ und der „Graphische Zentralverband“ (Köln), dem christliche Buchbinder und Lithographen angehörten, auf die Gründung einer Arbeitsgemeinschaft unter dem Namen „Graphischer Industrieverband“. Die gemeinsame Vereinbarung sah die Herausgabe der Verbandsorgane beider Organisationen in Berlin vor. Von 1924 bis 1928 übernahm Bernoth auch die Schriftleitung der „Graphischen Stimmen“, ehe das Blatt wieder von Köln aus redigiert wurde. In der Eigenschaft als Redakteur nahm Bernoth an der 7. Generalversammlung des „Graphischen Zentralverbandes“ im Juli 1925 in Frankfurt am Main teil.
Zu seinem zentralen Anliegen machte der leitende Redakteur die Ausgestaltung des Tarifvertragssystems im graphischen Gewerbe. Mit seinem Vorsitzenden Paul Thränert nahm Bernoth an allen Tarifverhandlungen teil. Der „Typograph“ fungierte als eines der offiziellen Organe der Tarifgemeinschaft im Buchdruckergewerbe. Als Redakteur vermied Bernoth scharfe Angriffe gegenüber dem freigewerkschaftlichen Konkurrenten Verband der Deutschen Buchdrucker. Allerdings redigierte er das Gewerkschaftsblatt zeitweise wie ein christliches Kampfblatt; mit sozialistisch geprägten Organisationen, die Gottesglaube und den Jenseitsgedanken ablehnten, könne es keine Gemeinschaft geben.
In der Schlussphase der Weimarer Republik nutzte der Ostpreuße zunehmend eine robuste nationale Sprache, um sich von „überspannt internationalen Ideologien“ der Arbeiterparteien und der freien Gewerkschaften abzugrenzen. Während der Weimarer Republik war er Delegierter auf allen Kongressen des Gesamtverbandes der christlichen Gewerkschaften Deutschlands.
Neben seinen Gewerkschaftspositionen hatte der bekennende Katholik als „Zentrumsmann“ wichtige politische Ämter in Berlin inne. Um 1920 wurde er zum stellvertretenden Vorsitzenden der Deutschen Zentrumspartei in Berlin und zum Bezirksverordneten in Tempelhof gewählt. Im Juni 1933 Wahl zum unbesoldeten Stadtrat im Bezirk Tiergarten. In seinem Ressort war Bernoth für Kriegsbeschädigte und die Kriegshinterbliebenenfürsorge in seinem Bezirk verantwortlich. Im Juli 1933 löste sich seine Partei freiwillig auf.

## Die Zeit des Nationalsozialismus
In seiner Eigenschaft als Bezirksstadtrat im September 1935 entlassen, da die NSDAP ehemalige Mitglieder bürgerlicher Parteien in Verwaltungsämtern nur für eine gewisse Zeit duldete. Von November 1935 bis Mai 1945 arbeitete Bernoth nach zweijähriger Arbeitslosigkeit als Angestellter der Reichsstelle für Mineralöl in Berlin. In dieser Zeit hielt er engen Kontakt zu einem Widerstandskreis christlicher Gewerkschafter um Jakob Kaiser und Heinrich Krone. Von allen nationalsozialistischen Aktivitäten hielt er sich fern und arbeitete nur als Mitglied des Deutschen Roten Kreuzes mit.

## Politische Aktivitäten nach 1945

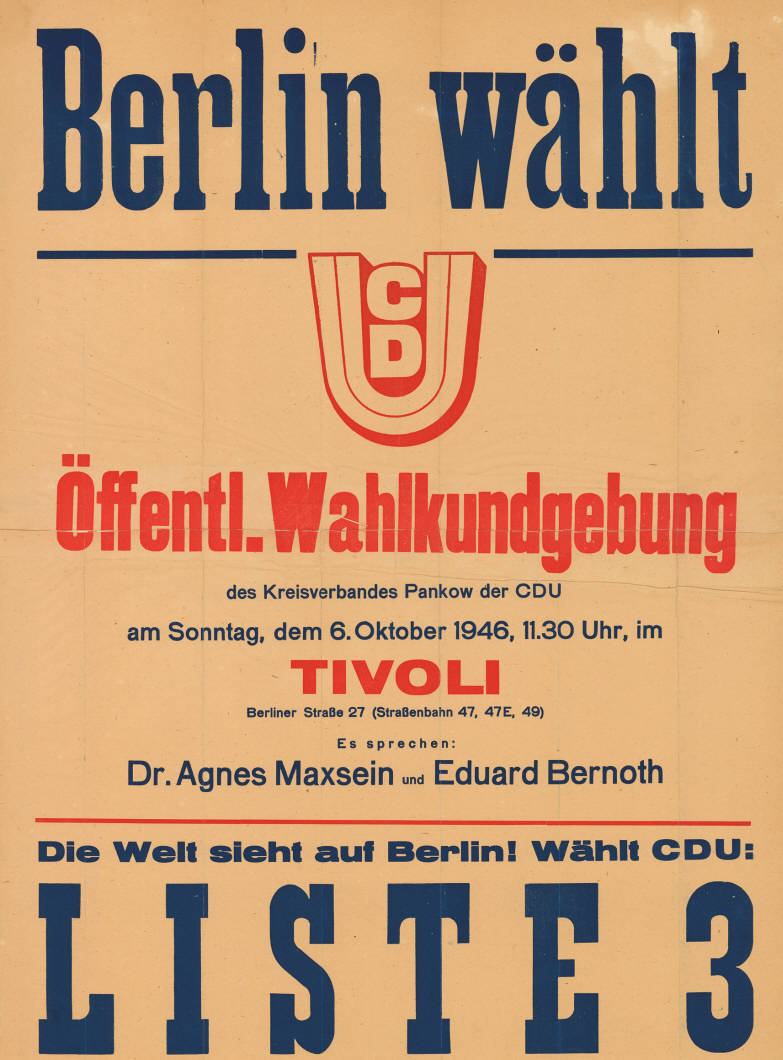
Wahlkundgebung des Kreisverbandes Pankow der CDU mit dem Hinweis auf den Redner Bernoth

Nach Kriegsende zählte Bernoth zu den führenden Persönlichkeiten beim Aufbau der CDU und der Einheitsgewerkschaft. Unterzeichner des Gründungsaufrufes der CDU in Berlin im Juni 1945 gemeinsam mit vielen anderen ehemaligen christlichen Gewerkschaftern. Bernoth war Mitglied des Gründungsausschusses (zugleich vorläufiger Zentralvorstand bis 1946) der Berliner CDU.
Beruflich startete Bernoth im August 1945 als Dienststellenleiter des Ernährungsamtes des Bezirks Tempelhof. Ende Juli 1946 gab er diese Stellung im öffentlichen Dienst auf, um als Sozialreferent der CDU in der sowjetischen Zone zu wirken. Im März 1948 von der sowjetischen Militärregierung gemaßregelt, nachdem er die Politik des FDGB angegriffen hatte.
Von April 1949 bis Juli 1950 arbeitete der Christdemokrat als Ressortleiter bei der Berliner Tageszeitung „Der Tag“ und von Juli 1950 bis Februar 1951 als hauptamtlicher Redakteur der gewerkschaftseigenen „Welt der Arbeit“ in Berlin. 1946 Wahl des ehemaligen christlichen Gewerkschafters zum Bezirksverordneten der CDU in Tempelhof; ab Frühjahr 1951 fungierte er als hauptamtlicher Bezirksstadtrat der CDU für das Gesundheitswesen. Darüber hinaus kandidierte Bernoth 1950 erfolgreich auf der CDU-Liste für eine Wahl in das Berliner Abgeordnetenhaus. Im September 1950 wählte ihn eine Delegiertenkonferenz von CDU-Arbeitnehmern zum Vorsitzenden der „Arbeitsgemeinschaft Betriebsgruppen“. Außerdem saß der erfahrene Sozialpolitiker im Vorstand der Landesversicherungsanstalt Berlin.

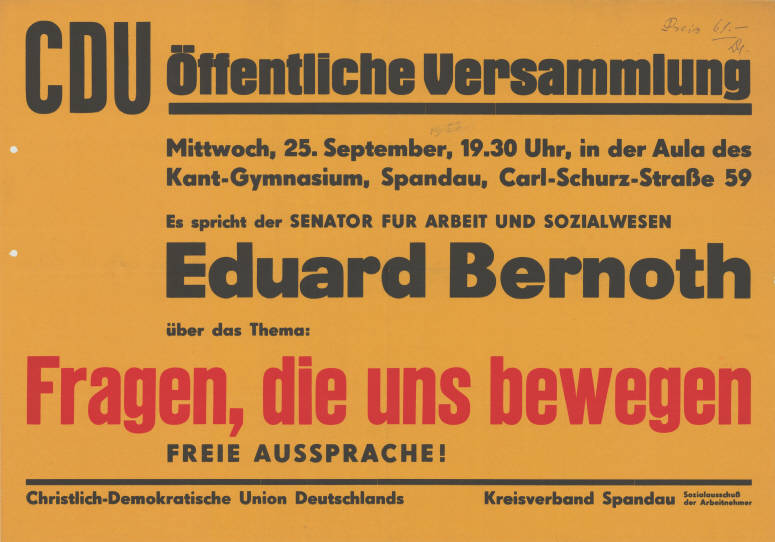
Plakat für eine Versammlung der CDU mit dem Redner Bernoth

Anfang 1957 berief Willy Brandt den fast Fünfundsechzigjährigen zum Senator für Arbeit und Soziales als Nachfolger des erkrankten Heinrich Kreil. In seinem neuen Amt fungierte er auf Bundesebene als stellvertretendes Bundesratsmitglied und als Mitglied der Bundesratsausschüsse für Arbeit und Flüchtlingsfragen.
Die Umsetzung der Arbeitszeitverkürzung im öffentlichen Dienst und die Erhöhung der Fürsorgesätze fielen in seine Amtszeit. Im Februar 1959 trat Bernoth in den Ruhestand. Nach seiner Pensionierung nahm er von 1959 bis 1963 wieder ein Amt als CDU-Bezirksverordneter in Tempelhof wahr und übte gleichzeitig das Amt des stellvertretenden Bezirksverordnetenvorstehers aus. Seit 1959 fungierte er ebenfalls als Vorsitzender des Katholiken-Ausschusses West-Berlin.

## Gewerkschaftspolitische Aktivitäten nach 1945
Eine ganz außerordentlich wichtige Rolle spielte Bernoth beim Aufbau der Gewerkschaft im graphischen Bereich in Berlin, die in besonderem Maße in den Ost-West-Systemkonflikt involviert war. Der ehemalige christliche Gewerkschaftsredakteur, der in der Weimarer Republik stets die Sonderexistenz christlicher Gewerkschaften legitimiert hatte, betonte nun nach den bitteren Erfahrungen von Krieg und Faschismus den hohen Wert der Einheitsgewerkschaft unabhängig von Glaubensfragen und politischen Einstellungen.
Sofort nach Wiedergründung der Gewerkschaften in Berlin trat der Ostpreuße der Industriegewerkschaft Graphisches Gewerbe und Papierverarbeitung im Freien Deutschen Gewerkschaftsbund bei. Seit 1948 war Bernoth aktives Mitglied der innergewerkschaftlichen Unabhängigen Gewerkschaftsopposition (UGO), die sich gegen die Dominanz und Vorherrschaft der SED in Gewerkschaftsfragen wandte. Delegierter auf dem Gründungskongress des Graphischen Industrieverbandes (Graphischer Bund) innerhalb der UGO am 29. Juni 1948. Wahl Bernoths in den provisorischen Vorstand der UGO-Gewerkschaft. Als Vorstandsmitglied zeichnete er für innergewerkschaftliche Schulungs- und Bildungsfragen verantwortlich.
In dieser Eigenschaft war der Christdemokrat für die Herausgabe der „Graphischen Nachrichten“, dem im November 1948 begründeten Mitteilungsblatt des Graphischen Industrieverbandes Berlin (Graphischer Bund) als verantwortlicher Redakteur zuständig. Der erste Verbandstag des Graphischen Industrieverbandes Berlin am 27. März 1949 bestätigte Bernoth in seinem Amt als verantwortlicher Redakteur (zirka 7000 Mitglieder der Organisation).
Bernoth gehörte zu den Berliner gewählten Delegierten auf dem ersten ordentlichen Verbandstag der Industriegewerkschaft Druck und Papier der Bundesrepublik Deutschland (einschließlich des Gaues Berlin) im September 1950 in Freiburg, der den Konsolidierungsprozess der Einheitsgewerkschaft im graphischen Gewerkschaftsbereich beendete. Von der Gründungskonferenz wurde Bernoth in den „Berufsgruppenbeirat“ gewählt.
Sehr prägend war für den christdemokratischen Gewerkschafter eine Reise deutscher Gewerkschafter im Frühjahr 1949 in die Vereinigten Staaten von Amerika, die er mit seinen Kollegen auf Einladung der amerikanischen Regierung absolvierte und die ihn in seinen grundlegenden Weltanschauungen bestätigte („Marx hat sich gründlich geirrt“). Bis 1957 wählten ihn die Delegierten mit überwältigenden Mehrheiten in den Vorstand der Industriegewerkschaft Druck und Papier, Gau Berlin. Im Vorstand vertrat der überzeugte Einheitsgewerkschafter die Anliegen der Angestellten und Redakteure. Der eher „links“ geprägte Vorstand entsandte den CDU-Mann von 1950 bis 1957 in den Vorstand des Deutschen Gewerkschaftsbundes Berlin.
Auf der vierten Gautagung der IG Druck und Papier Berlin im März 1957 trat Bernoth nach der Wahl zum Senator von allen gewerkschaftlichen Ämtern zurück, um Interessenkollisionen zu vermeiden. Zum Zeitpunkt seines Rücktritts umfasste die Berliner Organisation 12.126 Mitglieder. In seiner aktiven Nachkriegszeit repräsentierte Bernoth den Typus des Gewerkschafters, dem sozialistische Transformationsvorstellungen völlig fremd waren und der sich mit seinen christlichen Wertevorstellungen in der Einheitsgewerkschaft und der christlichen Volkspartei gleichermaßen repräsentiert sah.

## Sonstiges
Eduard Bernoth engagierte sich in der Berliner Gesellschaft für Christlich-Jüdische Zusammenarbeit.

## Ehrungen

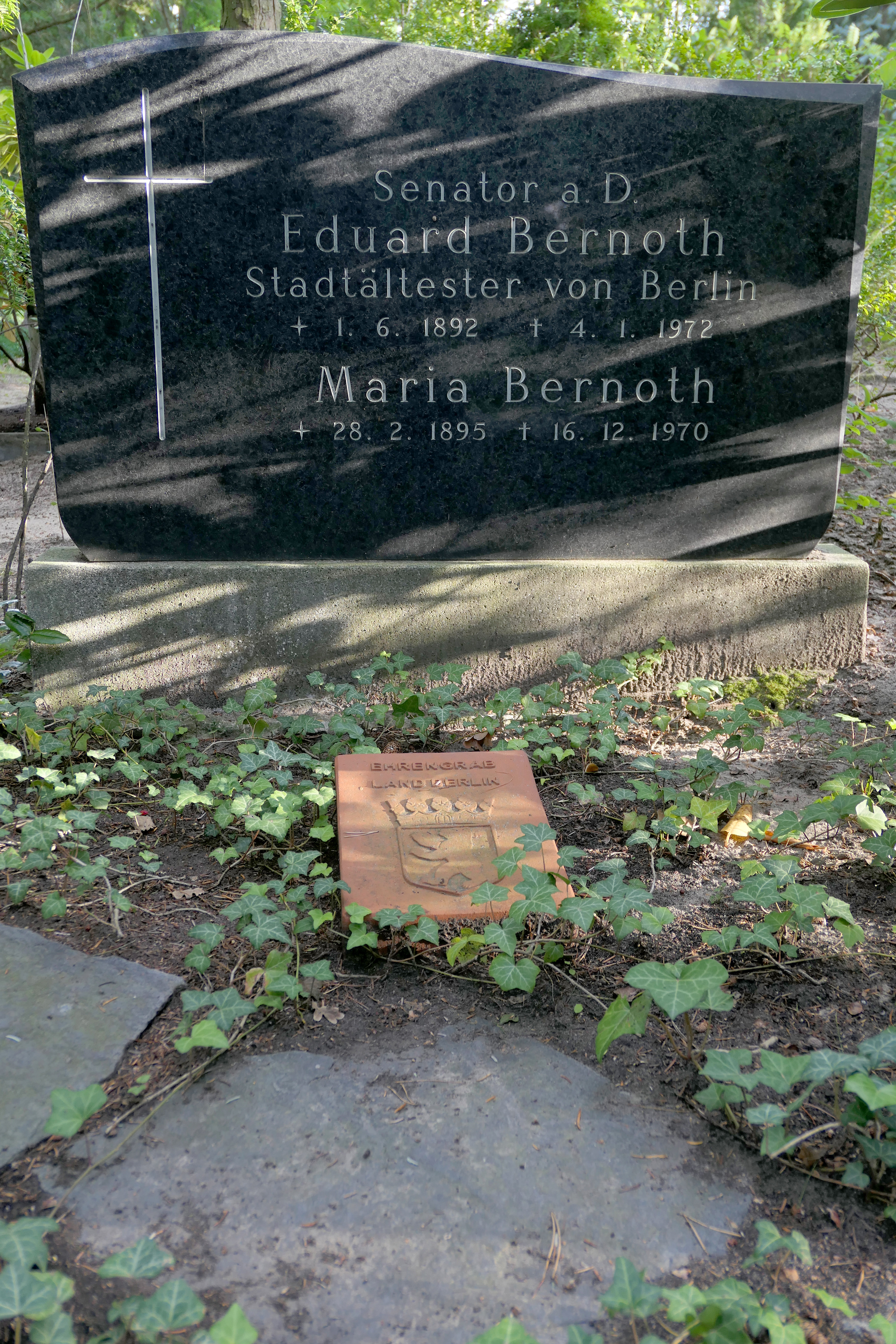
Ehrengrabstätte Am Berg W 209 von Eduard und Maria Bernoth auf dem Friedhof der Sankt-Matthias-Gemeinde in Berlin-Tempelhof

Am 1. Oktober 1963 erhielt Eduard Bernoth vom Berliner Senat die Würde eines Stadtältesten verliehen. Bernoth starb am 14. Januar 1972 in West-Berlin. Er erhielt ein Ehrengrab auf dem Friedhof der St.-Matthias-Gemeinde in Berlin-Tempelhof.
Im Berliner Ortsteil Marienfelde ist heute eine Seniorenfreizeitstätte nach ihm benannt.

## Werke
- Unsere Bildungsarbeit In: Gutenbergbund, Ortsverein Essen. Festschrift aus Anlass des 25jährigen Bestehens des Ortsvereins, verbunden mit Johannisfest, am Sonntag, dem 11. Juli 1926, im Kuppelsaal des städt. Saalbaues. Essen 1926, S. 25–29.
- 40 Jahre Bundeszeitschrift Der Typograph In: Der Typograph. 42. Jg., Nr. 45, 4. November 1932.